# Ormazd I
Ormazd I (?-271), fou el tercer rei de reis de la dinastia sassànida. El seu regnat durà un any (270-271). Ormazd I és també anomenat Ormazd el Brau i Hormazd-Ardashir
Era el fill i hereu de Sapor I i la seva dignitat sembla que era superior a la dels seus germans Sapor Misan Shah, rei de Mesene (Mesan o Misan) i Narses Sakan Shah, rei dels saces, Sakastana (Sagestan) i Turan (Turestan), però en dignitat estava darrere del seu germà Bahram Gilan Shah (que segurament era el germà gran), i en edat també estava per darrere d'aquest, de Sapor Misan Shah, rei de Mesene (Mēšān) i de Narseh (Narses), rei de l'Índia, Sakastan (Sagestān) i Turestan, però en la llista de dignataris estava per darrere de Warahran, rei de Gilan i Sapur rei de Mesene però precedint a Narses de Sagestan. Els erudits pensen que era el tercer fill de Sapor I.
Després del 244 Armènia havia esdevingut territori persa però les legions es van oposar a l'entrega; el rei va romandre sota control romà però nominalment dins l'esfera d'influència persa. Segons una teoria vers el 252 el rei Khosrow I o Tiridates II d'Armènia va ser assassinat per un emissari persa i va esclatar una revolta; el príncep Tiridates, fill del rei, va fugir a territori romà i això sembla que fou interpretat com una violació del tractat; segon una segona versió Khosrow i Tiridates són la mateixa persona i el 244 va haver de reconèixer la sobirania persa, però de fet els romans van mantenir les seves posicions; Tiridates va donar suport als romans i el seu fill (de nom desconegut) va donar suport a Pèrsia; Tiridates es va refugiar a territori romà i Armènia fou annexionada a Pèrsia en temps de Trebonià Gal i Volusià (252). El 252 Ormazd I va ser nomenat pel seu pare com a rei d'Armènia segurament després de participar en la campanya contra aquest regne; va regnar amb el nom de Artavasdes VII d'Armènia.
El 253 va fer campanya a Capadòcia i més tard segurament va ajudar el seu pare Sapor en alguna o totes les campanyes contra Antioquia (253-256). És possible que fou Ormazd qui va conquerir Selèucia de Piera, guiat per Ciriàdes. Sembla que Antioquia fou conquerida per primer cop el 253.
A la mort del seu pare (270) fou proclamat shahan shah, i sembla que va tenir alguns èxits militars però el seu regnat no és prou conegut. Segons les homilies maniquees, Ormazd va donar audiència a Mani i com a resultat li va garantir el viatge a Babilònia; és possible que Mani aconseguís el favor d'Ormazd, ja que el rei és representat en un text com oferint homenatge a Mani cosa que també apareix a alguns texts maniqueus sogdians i turcs. Fou probablement el fundador de Ohrmazd-Ardashir (Suq al-Ahwaz). A les monedes se'l anomena "Majestad mazdeiana Ormazd, Rei de Reis de l'Iran i el No-Iran (Ērān i Anērān) cosa que suggereix una expansió territorial, ja que abans només eren reis de l'Iran.
Apareix en els fets d'Ardashir com a fill d'una filla de Mitrak: una dinastia persa que feu desaparèixer Ardashir perquè els mags havien predit que de la seva sang naixeria el restaurador de l'Imperi persa. Segons la tradició, només la filla es va salvar sent amagada per un camperol. El seu fill Sapor I es casà amb ella, i en nasqué Ormazd I, que fou reconegut pel seu avi Ardashir. En aquesta llegenda, les conquestes de Sapor I foren dutes a terme per Ormazd I.